# Черрі-Крік (Колорадо)
Черрі-Крік (англ. Cherry Creek) — переписна місцевість (CDP) в США, в окрузі Арапаго штату Колорадо. Населення — 11 488 осіб (2020).

## Географія
Черрі-Крік розташоване за координатами 39°36′34″ пн. ш. 104°51′52″ зх. д. / 39.60944° пн. ш. 104.86444° зх. д. (39.609443, -104.864428).  За даними Бюро перепису населення США в 2010 році переписна місцевість мала площу 4,34 км², уся площа — суходіл.

## Демографія
Згідно з переписом 2010 року, у переписній місцевості мешкало 11 120 осіб у 4121 домогосподарстві у складі 3049 родин. Густота населення становила 2563 особи/км².  Було 4387 помешкань (1011/км²).
Расовий склад населення:
| - 83,0 % — білих - 9,6 % — азіатів - 1,8 % — чорних або афроамериканців - 0,3 % — корінних американців - 2,7 % — осіб інших рас |

До двох чи більше рас належало 2,5 %. Частка іспаномовних становила 7,6 % від усіх жителів.
За віковим діапазоном населення розподілялося таким чином: 27,3 % — особи молодші 18 років, 63,9 % — особи у віці 18—64 років, 8,8 % — особи у віці 65 років та старші. Медіана віку мешканця становила 39,9 року. На 100 осіб жіночої статі у переписній місцевості припадало 96,4 чоловіків;  на 100 жінок у віці від 18 років та старших — 93,9 чоловіків також старших 18 років.
Середній дохід на одне домашнє господарство  становив 131 217 доларів США (медіана — 104 400), а середній дохід на одну сім'ю — 159 209 доларів (медіана — 130 000). Медіана доходів становила 83 910 доларів для чоловіків та 60 536 доларів для жінок. За межею бідності перебувало 6,6 % осіб, у тому числі 6,3 % дітей у віці до 18 років та 7,6 % осіб у віці 65 років та старших.
Цивільне працевлаштоване населення становило 6506 осіб. Основні галузі зайнятості: освіта, охорона здоров'я та соціальна допомога — 20,8 %, науковці, спеціалісти, менеджери — 18,2 %, фінанси, страхування та нерухомість — 15,5 %.